# Нарыш (река)
Нарыш (устар. Вайгул, Норыш-Баш) — река в России, протекает в Республике Башкортостан. Устье реки находится в 1,8 км по правому берегу реки Силасова. Длина реки составляет 15 км.

## Данные водного реестра
По данным государственного водного реестра России относится к Камскому бассейновому округу, водохозяйственный участок реки — Белая от города Бирск и до устья, речной подбассейн реки — Белая. Речной бассейн реки — Кама.
Код объекта в государственном водном реестре — 10010201612111100026084.